# آرد برنج

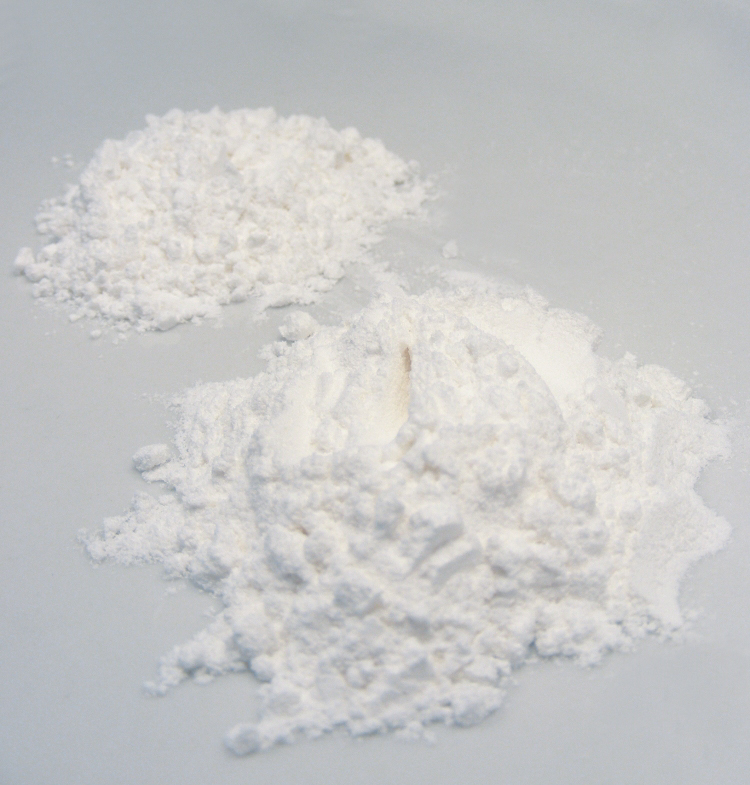
آرد برنج

آرد برنج آردی است که از برنج درست می‌شود. برای تهیه آن برنج پوست کنده را یک روز در آب سرد خیس می‌کنند و بعد از خشک شدن آن را می‌کوبند تا آرد شود.
می‌تواند جایگزین مناسبی برای آرد گندم باشد برای کسانی که هضم گلوتن در دستگاه گوارش آنها باعث سوءهاضمه می‌شود.